# Gornji Vaganac
Gornji Vaganac falu Horvátországban Lika-Zengg megyében. Közigazgatásilag Plitvička Jezerához tartozik.

## Fekvése
Otocsántól légvonalban 38 km-re, közúton 67 km-re keletre, községközpontjától, Korenicától légvonalban 19 km-re közúton 25 km-re északra, a bosnyák határ mellett fekszik.

## Története
A település a közelében emelkedő domb véka (vagan) alakjáról kapta a nevét. 1520-ban Beriszló Péter horvát bán olyan helyként említi, ahol török őrtorony áll. A település története a 18. század végén kezdődött, amikor az 1791-es szisztovói békekötés után a törökök kiürítették a környező területeket, és a határ megerősítésre került. Ekkor a katonai közigazgatás alatt álló területekről 66 határőrcsalád telepedett itt le. 1810 körül felépült a település római katolikus plébániatemploma is melyet a Szent Kereszt Felmagasztalása tiszteletére szenteltek. Az egyházi sematizmus szerint a vaganaci plébánia 1885-ben 1630 lelket számlált. Első plébánosa Petar Banić (1836 körül), az utolsó Alojz Stantić (1943-ig) volt. 1945-től szolgálatát a drežniki plébánosok látták el. A falunak 1857-ben 614, 1910-ben 727 lakosa volt. A trianoni békeszerződés előtt Lika-Korbava vármegye Korenicai járásához tartozott. Ezt követően előbb a Szerb-Horvát-Szlovén Királyság, majd Jugoszlávia része lett. A második világháború során a partizánok lerombolták a 19. századi templomot és az iskolaépület is megsemmisült. A háború után az iskolát újjáépítették. 1961 és 1963 között felépült az új plébániatemplom is. 1991-ben a független Horvátország része lett, de a környező falvak szerb lakossága még az évben Krajinai Szerb Köztársasághoz csatlakozott. 1991. október 9-én a szerbek elpusztították a falut, leromboltak minden házat, az iskolát és a templomot is. A magukat meghúzó időseket elűzték, közülük nyolc személyt (nyolcvan év felettieket) megöltek és házaikat rájuk gyújtották. Egy 86 éves idős embert a kútba dobtak, testét csak a háború után találták meg. A vaganaci plébánia területén összesen 13 személy esett áldozatul az erőszaknak. A horvát hadsereg 1995. augusztus 6-án a Vihar hadművelet keretében foglalta vissza a község területét. Ezt követően a falut újjáépítették. A régi házak helyén újakat építettek, korszerű vízvezetékhálózatot létesítettek, az utakat leaszfaltozták, bevezették a telefont és az áramot. Mintegy kétszáz, főként idős lakos tért vissza. 2002-ben felszentelték az újjáépített plébániatemplomot, melynek alapkövét még 2000-ben rakták le. A falunak 2011-ben mindössze 121 lakosa volt.

## Lakosság
| Lakosság változása | Lakosság változása | Lakosság változása | Lakosság változása | Lakosság változása | Lakosság változása | Lakosság változása | Lakosság változása | Lakosság változása | Lakosság változása | Lakosság változása | Lakosság változása | Lakosság változása | Lakosság változása | Lakosság változása | Lakosság változása |
| ------------------ | ------------------ | ------------------ | ------------------ | ------------------ | ------------------ | ------------------ | ------------------ | ------------------ | ------------------ | ------------------ | ------------------ | ------------------ | ------------------ | ------------------ | ------------------ |
| 1857               | 1869               | 1880               | 1890               | 1900               | 1910               | 1921               | 1931               | 1948               | 1953               | 1961               | 1971               | 1981               | 1991               | 2001               | 2011               |
| 614                | 830                | 830                | 841                | 859                | 727                | 614                | 673                | 583                | 430                | 403                | 392                | 352                | 304                | 223                | 121                |

## Nevezetességei
Szent Kereszt Felmagasztalása tiszteletére szentelt plébániatemplomát 1963-ban építették a 19. századi, a II. világháború alatt lerombolt régi templom helyén. 1991-ben a szerb felkelők és a jugoszláv hadsereg gránátokkal súlyosan megrongálta, melynek következtében teljesen leégett. 2000 és 2002 között újjáépítették. A templom Donji és Gornji Vaganac között félúton található.